# 井上虎治
井上 虎治（いのうえ とらじ、1876年〈明治9年〉6月29日 - 1929年〈昭和4年〉12月29日）は、日本の政治家。衆議院議員（1期）。

## 経歴
飾磨県飾西郡飾西村（のちの兵庫県飾磨郡余部村を経て現姫路市）出身。逓信省通信書記、姫路郵便局電信課長となり、その後は大阪商船(株)助役、(資)台湾組支配人、(名)富島組総務理事、帝国サルベージ、阪堺電鉄各(株)取締役社長、木津川運河土地、木代発動機製造各(株)監査役、大阪商業会議所議員、大阪税関貨物取扱人連合会会長、港湾協会評議員となる。
1924年の第15回衆議院議員総選挙において兵庫10区から政友本党公認で立候補して当選した。のち立憲政友会に移り、衆議院議員を1期務めた。1928年の第16回衆議院議員総選挙には立候補しなかった。1929年死去。